# Bryolymnia strabonis
Bryolymnia strabonis är en fjärilsart som beskrevs av Paul Dognin 1916. Bryolymnia strabonis ingår i släktet Bryolymnia och familjen nattflyn. Inga underarter finns listade i Catalogue of Life.